# Мунип
Мунип је у грчкој митологији био син Тимета, тројанског старешине и Киле.

## Етимологија
Његово име има значење „напуштени пастув“.

## Митологија
Кила је родила Мунипа на исти дан када је и Хекаба родила Париса. Према предању, Кила је била Пријамова сестра, коју је он убио заједно са дететом још истог јутра када је рођено, а због пророчанства да ће дете рођено тог дана донети пропаст Троји. Обоје су сахрањени у светом гају Троје. Касније, у време пада Троје, Лаодику је земља „прогутала“ наочиглед свих, а крај гробова Киле и Мунипа.

## Тумачење
Роберт Гревс је навео да је „камен који крвари“, који је Хелена пронашла на тројанској кули заправо симбол Муниповог уморства.